# 康乐果

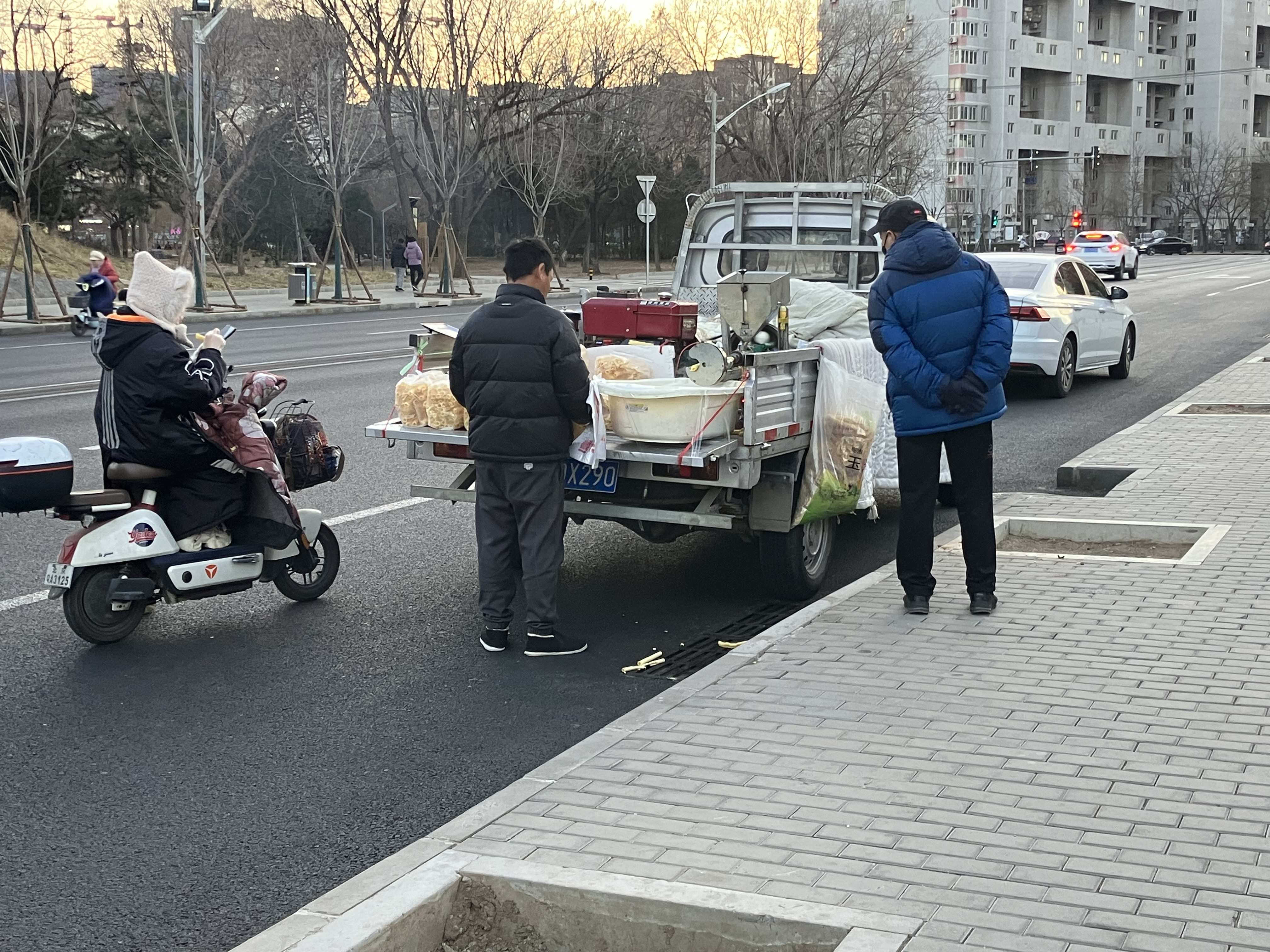
康乐果加工现场

康乐果是八十年代及九十年代初流行于中国大陆一种廉价膨化食品。
康乐果一般由玉米为原料，成品呈淡黄色，膨松脆口。由于康乐果通过机器可直接由原料加工为成品，且北方玉米产量高，所以康乐果价格低廉，是在八九十年代受到儿童欢迎的零食之一。